# Castions di Strada
Castions di Strada är en ort och kommun i regionen Friuli-Venezia Giulia i Italien och tillhörde tidigare även provinsen Udine som upphörde 2018. Kommunen hade 3 751 invånare (2018).